# ザ・レビュースコープ'89
グランド・フォーリーズ『ザ・レビュースコープ'89』は宝塚歌劇団によって制作された舞台作品。花組地方公演。作・演出は横澤英雄。併演作品は『春ふたたび』。

## 公演日程と公演場所
※宝塚80年史を参考にした。いずれも1989年。
- 9月9日　豊田
- 9月10日　刈谷
- 9月12日　町田
- 9月13日　武蔵村山
- 9月16日　調布
- 9月17日　多摩
- 9月19日　柏
- 9月20日　市原
- 9月22日　仙台
- 9月23日　多賀城
- 9月24日　小山
- 9月26日　守山
- 9月28日　半田
- 9月29日　四日市
- 9月30日　尾西
- 10月1日　犬山

## 主な配役
- 紳士、歌うスター、キング・パイナップル、ザ・ジプシー、タンゴの男S - 朝香じゅん[1]
- 紳士、ラテンの男S、ジプシー女、シンガー、タンゴの男S - 真矢みき[1]
- 淑女、歌うスター、ラテンの女、ジプシー女、タンゴの女S - 香坂千晶[1]
- 紳士、ジプシー男 - 磯野千尋[1]
- 歌手女 - 月丘千景[1]
- 歌手 - 舵一星[1]・三矢直生[1]
- プリンセスパイナップル - 宝樹芽里[1]・真琴つばさ[1]